# Mns Paru Cot
Mns Paru Cot is een bestuurslaag in het regentschap Pidie Jaya van de provincie Atjeh, Indonesië. Mns Paru Cot telt 984 inwoners (volkstelling 2010).